# TVyNovelas
TVyNovelas es una revista de  entretenimiento que difunde información basada en los testimonios de sus entrevistas
La revista ha sido publicada desde 1982 por Editorial Arzagui y en 1992 por Editorial Televisa.
Tiene 7 ediciones internacionales publicadas en los siguientes países: EUA, Puerto Rico, Chile (hasta 2010; 2023), Argentina (hasta 2011), Panamá, Perú (hasta 2014), Venezuela (hasta 2018) y Colombia (hasta 2019).
En México es considerada la publicación líder del espectáculo y la Farándula, especialmente si se trata de Telenovelas. En Colombia era la revista más leída del país y la número uno en puntos de venta desde su primer número en 1991, en Venezuela se publicó en 1992, en Chile se publicó en 1994 y dejó de circular en diciembre de 2010. La revista TVyNovelas dejó de circular en Venezuela el 18 de diciembre de 2018 y en Colombia el 26 de enero de 2019 producto del cierre de Editorial Televisa en esos países sudamericanos.
La revista TVyNovelas vuelve a circular en Chile en 2023 luego de 13 años de ausencia en papel couché impreso y en digital de la mano de la empresa editorial chilena Alfa Editores SA (llamada en diciembre de 2023 KS Medios).

En Estados Unidos, la revista "TVyNovelas" volvió a circular en papel y en digital en el 2023 gracias al acuerdo de Licencia entre Editorial Televisa y Wellness Talk Media Publishing House con la dirección del periodista Alonso García Puentes. 

## Equipo en México
EDITORIAL
Director Editorial —
- Gil Barrera

Coordinador de especiales —
- Alejandro Salazar Hernández

Jefa de Información —
- María de Jesús Candedo

Reporteros —
- Daniela García Machorro
- Fernando Martínez González
- Gabriela de los Santos
- Gerardo Escareño
- Grisel Vaca Prieto
- Liliana Lejarazu
- Lupita Pichardo
- Marcela Sánchez Greene
- Mariana Bonilla
- Mónica Mendoza
- Nayib Canaán
- Odeth Figueroa
- Edson Vázquez
- Salvador Franco

Columnistas —
- Alfredo Gudinni
- Ingrid Lazper
- Víctor Hugo Sánchez
- Mitzy

Correctora de estilo —
- Georgina Sánchez Wtrilla

ARTE
Coordinador de arte —
- César López Soriano

Diseñadora —
- Angélica Ramírez González

Coordinador de Fotografía —
- Ernesto Rueda Ramos

Fotógrafos —
- Rubén Espinosa
- José Luis Ramos

DIGITAL
Coeditoras digitales —
- Ericka Reyes
- Odeth Figueroa
- Mariana Bonilla

Colaboradores web —
- Fernando Martínez González
- Miguel Soria Castañeda

## Premios
La revista organizaba una entrega de premios anuales llamados Premios TVyNovelas en los que se reconocía el trabajo realizado y presentado en televisión. Se pudieron ver por el canal Las Estrellas en México, por el Canal RCN en Colombia o por Univision en EUA.